# Marina metróállomás
Marina egyike a Spanyolországban található barcelonai metró metróállomásainak.

## Metróvonalak
Az állomást az alábbi metróvonalak érintik:
- 1-es metróvonal

## Kapcsolódó állomások
Az állomáshoz az alábbi állomások vannak a legközelebb:
- Arc de Triomf (Hospital de Bellvitge, 1-es metróvonal)
- Glòries (Fondo, 1-es metróvonal)